# Liste der denkmalgeschützten Objekte in Schladming
Die Liste der denkmalgeschützten Objekte in Schladming enthält die 26 denkmalgeschützten, unbeweglichen Objekte der Gemeinde Schladming im steirischen Bezirk Liezen.

## Denkmäler
| Foto |                 | Denkmal                                                                                    | Standort                                               | Beschreibung | Metadaten |
| ---- | --------------- | ------------------------------------------------------------------------------------------ | ------------------------------------------------------ | --- | --- |
| ja   | Datei hochladen | Grenzstein HERIS-ID: 83356 Objekt-ID: 97231                                                | gegenüber Mandling 27 Standort KG: Pichl               | Der Grenzstein zum Erzstift Salzburg ist mit 1677 bezeichnet. Auf der östlichen Seite befindet sich eine Reliefdarstellung des kaiserlichen Wappens und des Wappens des Herzogtums Steiermark, auf der anderen Seite des Wappens des Erzbischofs Max Gandolf von Kuenburg und des Erzstifts (entspricht dem heutigen Wappen des Landes Salzburg). Auf Salzburger Seite der Grenze befindet sich ein entsprechender Stein. | BDA-Hist.: Q38180510 Status: § 2a Stand der BDA-Liste: 2025-06-30 Name: Grenzstein GstNr.: 736                                                                                            |
| ja   | Datei hochladen | Kath. Pfarrkirche hl. Jakobus d. Ä. und Friedhof HERIS-ID: 51733 Objekt-ID: 57477          | Pichl Standort KG: Pichl                               | → Hauptartikel : Pfarrkirche Pichl an der Enns f1 | BDA-Hist.: Q38047209 Status: § 2a Stand der BDA-Liste: 2025-06-30 Name: Kath. Pfarrkirche hl. Jakobus d. Ä. und Friedhof GstNr.: .39, 440/3 Pfarrkirche hl. Jakobus d. Ä., Pichl-Preunegg |
| ja   | Datei hochladen | Ehem. Mesnerhaus, ehem. Schule HERIS-ID: 46348 Objekt-ID: 48228                            | Pichl 55 Standort KG: Pichl                            | | BDA-Hist.: Q38020745 Status: Bescheid Stand der BDA-Liste: 2025-06-30 Name: Ehem. Mesnerhaus, ehem. Schule GstNr.: .42 Mesnerhaus, Pichl-Preunegg                                         |
| ja   | Datei hochladen | Bauernhof, Stricklehen HERIS-ID: 59635 Objekt-ID: 71075                                    | nördlich Preunegg 17 Standort KG: Preunegg             | | BDA-Hist.: Q38088059 Status: Bescheid Stand der BDA-Liste: 2025-06-30 Name: Bauernhof, Stricklehen GstNr.: .61/5 Stricklehen                                                              |
| ja   | Datei hochladen | Nickelmuseum in der Hopfriesen, ehem. Schmelzofen HERIS-ID: 108558 Objekt-ID: 126039       | südwestlich Obertalstraße 23 Standort KG: Rohrmoos     | | BDA-Hist.: Q37813071 Status: § 2a Stand der BDA-Liste: 2025-06-30 Name: Nickelmuseum in der Hopfriesen, ehem. Schmelzofen GstNr.: 1836 Nickelmuseum Obertal                               |
| ja   | Datei hochladen | Annastollen in der Bromriesen HERIS-ID: 108561 Objekt-ID: 126042                           | südwestlich Obertalstraße 23 Standort KG: Rohrmoos     | | BDA-Hist.: Q37813109 Status: § 2a Stand der BDA-Liste: 2025-06-30 Name: Annastollen in der Bromriesen GstNr.: 1836, 1434/2, .131 Annastollen Bromriesen                                   |
| ja   | Datei hochladen | Stadtmauer HERIS-ID: 88552 Objekt-ID: 103127                                               | bei Berggasse 63 Standort KG: Schladming               | | BDA-Hist.: Q37726353 Status: § 2a Stand der BDA-Liste: 2025-06-30 Name: Stadtmauer GstNr.: 78/1 City wall of Schladming                                                                   |
| ja   | Datei hochladen | Rathaus, ehem. Palais Coburg HERIS-ID: 88515 Objekt-ID: 103087                             | Coburgstraße 45 Standort KG: Schladming                | Das ehemalige Jagd- und Residenzschloss der brasilianischen Linie des Hauses Sachsen-Coburg-Koháry wurde 1884 von Georg Konrad Rothbart erbaut. 1940 wurde es an die Stadt Schladming verkauft, die es seither als Rathaus betreibt. Es ist ein dreigeschoßiger ziegelsichtiger Bau ohne Innenhof aber mit einem dreigeschoßigen vorspringenden Turm. Rechts ist ein zinnenbekrönter Nebentrakt angebaut.                 | BDA-Hist.: Q37725942 Status: § 2a Stand der BDA-Liste: 2025-06-30 Name: Rathaus, ehem. Palais Coburg GstNr.: .231 Town hall in Schladming                                                 |
| ja   | Datei hochladen | Gasthaus Alte Post HERIS-ID: 37434 Objekt-ID: 36577                                        | Hauptplatz 10 Standort KG: Schladming                  | | BDA-Hist.: Q37975590 Status: Bescheid Stand der BDA-Liste: 2025-06-30 Name: Gasthaus Alte Post GstNr.: .21/2 Hotel Alte Post, Schladming                                                  |
| ja   | Datei hochladen | Wetterhäuschen HERIS-ID: 88519 Objekt-ID: 103091                                           | vor Hauptplatz 13 Standort KG: Schladming              | | BDA-Hist.: Q37726077 Status: § 2a Stand der BDA-Liste: 2025-06-30 Name: Wetterhäuschen GstNr.: 574/1 Weather house, Schladming                                                            |
| ja   | Datei hochladen | Bauernkriegsdenkmal HERIS-ID: 88517 Objekt-ID: 103089                                      | Karolinenweg / Coburgstraße Standort KG: Schladming    | Das Denkmal wurde 1925 zum vierhundersten Jubiläum des Schladminger Bauern- und Knappenaufstandes errichtet. | BDA-Hist.: Q37726011 Status: § 2a Stand der BDA-Liste: 2025-06-30 Name: Bauernkriegsdenkmal GstNr.: 574/22 Bauernkriegsdenkmal, Schladming                                                |
| ja   | Datei hochladen | Bildstock, Pestkreuz HERIS-ID: 108132 Objekt-ID: 125537                                    | gegenüber Katzenburgweg 175 Standort KG: Schladming    | | BDA-Hist.: Q37812095 Status: § 2a Stand der BDA-Liste: 2025-06-30 Name: Bildstock, Pestkreuz GstNr.: 506/40                                                                               |
| ja   | Datei hochladen | Evang. Pfarrkirche A.B. HERIS-ID: 51781 Objekt-ID: 57568                                   | Martin-Luther-Straße Standort KG: Schladming           | → Hauptartikel : Peter-und-Paul-Kirche (Schladming) f1 | BDA-Hist.: Q2073536 Status: § 2a Stand der BDA-Liste: 2025-06-30 Name: Evang. Pfarrkirche A.B. GstNr.: .63 Saints Peter and Paul Church (Schladming)                                      |
| ja   | Datei hochladen | Evang. Pfarrhaus HERIS-ID: 51779 Objekt-ID: 57565                                          | Martin-Luther-Straße 71 Standort KG: Schladming        | | BDA-Hist.: Q38047616 Status: § 2a Stand der BDA-Liste: 2025-06-30 Name: Evang. Pfarrhaus GstNr.: .61                                                                                      |
| ja   | Datei hochladen | Karner, Annakapelle HERIS-ID: 88523 Objekt-ID: 103095                                      | Pfarrgasse Standort KG: Schladming                     | → Hauptartikel : Annakapelle (Schladming) f1 | BDA-Hist.: Q564221 Status: § 2a Stand der BDA-Liste: 2025-06-30 Name: Karner, Annakapelle GstNr.: .2 Annakapelle (Schladming)                                                             |
| ja   | Datei hochladen | Ehem. Gewerkenhaus, Flecknerhaus HERIS-ID: 37435 Objekt-ID: 36578                          | Ritter-von-Gersdorff-Straße 68 Standort KG: Schladming | | BDA-Hist.: Q37975599 Status: Bescheid Stand der BDA-Liste: 2025-06-30 Name: Ehem. Gewerkenhaus, Flecknerhaus GstNr.: .52/1 Gewerkenhaus, Schladming                                       |
| ja   | Datei hochladen | Ehem. Salzburger Tor HERIS-ID: 88525 Objekt-ID: 103097                                     | Salzburgerstraße Standort KG: Schladming               | Das ehemalige Tor der Stadtbefestigung erhielt 1930 einen Nebendurchgang mit Kapelle. | BDA-Hist.: Q37726155 Status: § 2a Stand der BDA-Liste: 2025-06-30 Name: Ehem. Salzburger Tor GstNr.: 575/3 Salzburger Tor, Schladming                                                     |
| ja   | Datei hochladen | Ehem. evang. Friedhofskapelle, Kapelle Zur alten Einsetz HERIS-ID: 88573 Objekt-ID: 103148 | Salzburgerstraße Standort KG: Schladming               | | BDA-Hist.: Q37726501 Status: § 2a Stand der BDA-Liste: 2025-06-30 Name: Ehem. evang. Friedhofskapelle, Kapelle Zur alten Einsetz GstNr.: 349/4 Kapelle zur alten Einsetz                  |
| ja   | Datei hochladen | Kath. Pfarrkirche hl. Achatius HERIS-ID: 51782 Objekt-ID: 57569                            | Salzburgerstraße 99 Standort KG: Schladming            | → Hauptartikel : Stadtpfarrkirche Schladming f1 | BDA-Hist.: Q2327829 Status: § 2a Stand der BDA-Liste: 2025-06-30 Name: Kath. Pfarrkirche hl. Achatius GstNr.: .1 Saint Acacius Church (Schladming)                                        |
| ja   | Datei hochladen | Wohnhaus, Alte Schmiede HERIS-ID: 88612 Objekt-ID: 103189                                  | Salzburgerstraße 308 Standort KG: Schladming           | | BDA-Hist.: Q37726829 Status: § 2a Stand der BDA-Liste: 2025-06-30 Name: Wohnhaus, Alte Schmiede GstNr.: .176                                                                              |
| ja   | Datei hochladen | Schmiedl-Kapelle HERIS-ID: 51780 Objekt-ID: 57566                                          | vor Salzburgerstraße 308 Standort KG: Schladming       | | BDA-Hist.: Q38047628 Status: § 2a Stand der BDA-Liste: 2025-06-30 Name: Schmiedl-Kapelle GstNr.: .176                                                                                     |
| ja   | Datei hochladen | Stadtmauer HERIS-ID: 88574 Objekt-ID: 103149                                               | gegenüber Schulgasse 159 Standort KG: Schladming       | | BDA-Hist.: Q37726536 Status: § 2a Stand der BDA-Liste: 2025-06-30 Name: Stadtmauer GstNr.: .16/2 City wall of Schladming                                                                  |
| ja   | Datei hochladen | Bürgerschafts-Burgfriedstein HERIS-ID: 88516 Objekt-ID: 103088                             | Siedergasse Standort KG: Schladming                    | | BDA-Hist.: Q37725975 Status: § 2a Stand der BDA-Liste: 2025-06-30 Name: Bürgerschafts-Burgfriedstein GstNr.: 562/1                                                                        |
| ja   | Datei hochladen | Kriegerdenkmal HERIS-ID: 88513 Objekt-ID: 103085                                           | bei Siedergasse 8 Standort KG: Schladming              | | BDA-Hist.: Q37725912 Status: § 2a Stand der BDA-Liste: 2025-06-30 Name: Kriegerdenkmal GstNr.: 562/1 Kriegerdenkmal, Schladming                                                           |
| ja   | Datei hochladen | Heimatmuseum, ehem. Bruderlade (Knappenspital) HERIS-ID: 88557 Objekt-ID: 103132           | Talbachgasse 110 Standort KG: Schladming               | | BDA-Hist.: Q37726419 Status: § 2a Stand der BDA-Liste: 2025-06-30 Name: Heimatmuseum, ehem. Bruderlade (Knappenspital) GstNr.: .113 Heimatmuseum Bruderlade                               |
| ja   | Datei hochladen | Bürgerhaus Schratter, Tritscher HERIS-ID: 45538 Objekt-ID: 46906                           | Vernouilletgasse 70 Standort KG: Schladming            | | BDA-Hist.: Q38016649 Status: Bescheid Stand der BDA-Liste: 2025-06-30 Name: Bürgerhaus Schratter, Tritscher GstNr.: .62 Bürgerhaus Schratter                                              |